# Монорельс Сиэтла
Монорельс Сиэтла (англ. Seattle Center Monorail) — эстакадная линия монорельса в городе Сиэтл (штат Вашингтон, США). Трасса длиной 1600 метров проходит вдоль улицы «5-я Авеню» от торгового центра Westlake Center в центре города до парка развлечений Seattle Center в районе Lower Queen Anne. Тендер на возведение монорельса был выигран корпорацией Lockheed Aircraft Corporation в мае 1959 года, однако, она отказалась от участия в проекте по экономическим соображениям в 1960 году и строительством монорельса и сопутствующих конструкций занималась компания Alwac International, Inc. (филиал западногерманской компании Alweg), которая и стала его постоянным оператором.
Утверждается, что только этот монорельс полностью самоокупаемый общественный транспорт в США и, с его максимальной скоростью 80 км/ч, также самый быстрый полноразмерный монорельс в стране. 16 апреля 2003 года поезда и эстакада монорельса получили статус исторической достопримечательности от Совета по сохранению достопримечательностей Сиэтла.

## История
Монорельс, чья постройка обошлась в 3,5 миллиона долларов, был открыт 24 марта 1962 года для Всемирной выставки, проходившей в Сиэтле. 8 миллионов человек были перевезены монорельсом в течение полугодия пока выставка была открыта (пассажиропоток составляет примерно 2,5 миллиона человек в год).
В конце северного участка линии было построено здание Музея истории музыки (англ. Experience Music Project, сейчас англ. Museum of Pop Culture) так, что монорельс проходил сквозь него на пути к конечной станции.
Изначально южный участок линии заканчивался большой станцией в парке Вестлейк в виде крыши над ним. В 1988 году станция была перемещена севернее и конструктивно объединена со зданием торгового центра Westlake Center. Для интеграции, пути были перенесены ближе друг к другу так, что на станции Westlake Center осталась только одна платформа. Это конструктивное решение создало риск зацепления поездов около станции, что и произошло в 2005 году.

## Режим работы
Монорельс работает ежедневно. Каждые 10 минут поезд отправляется от станции Seattle Center через 5-ю авеню на станцию  Westlake Center. Поездка длится 2 минуты и покрывает маршрут длиной 1,6 км. Каждый поезд может перевозить до 450 пассажиров. На линии также может работать 2 поезда в случае большой нагрузки с интервалом в 5 минут или менее.
Стоимость билета с возвратом составляет $5 для взрослых, $2.50 для детей в возрасте от 5 до 12 лет, пожилых людей в возрасте 65 лет и старше и инвалидов. Билет в один конец стоит 1/2 стоимости билета с возвратом. Для детей младше 5 лет проезд бесплатный.

## Возможное закрытие
В ноябре 2002 года, жители Сиэтла на референдуме проголосовали за строительство новой линии монорельса длиной 22,5 км. «Зелёная линия», как её называют, должна была стать первой из пяти будущих линий монорельса в городе. Первоочердной участок предполагалось открыть в 2007 году, и полностью завершить проект к 2009 году. Согласно выбранному маршруту от района Queen Anne до центра, существующая монорельсовая линия должна быть демонтирована в рамках проекта. Проект «Зелёной линии» был закрыт на референдуме в ноябре 2005 года после того, как участники проекта получили план его финансирования.

## Происшествия
В июле 1971 произошла поломка тормоза на «красном поезде», что привело к удару о балку в конце пути на станции Seattle Center, из-за чего пострадали 26 пассажиров. Пассажиры эвакуировались по верёвочной лестнице после того, как поезд застревал на перегонах в 2002 и 2003 годах.
31 мая 2004 года произошло возгорание в поезде со 150 пассажирами в нём. Никто не погиб, 5 пассажиров были госпитализированы, все без ожогов. Линия была закрыта до 16 декабря 2004, когда монорельс возобновил работу с одним из двух поездов («красный поезд», вновь защищенный от возгорания) на линии.
26 ноября 2005 года 2 поезда зацепили друг друга в кривой трассы, при этом была сорвана дверь на одном поезде, разбиты стекла, осколки которых посыпались на пассажиров. Два человека были госпитализированы с незначительными травмами, никто больше серьёзно не пострадал.